# Tell Me More
"Tell Me More" é uma canção da dupla folk azeri TuralTuranX, lançada a 13 de março de 2023. A canção representou o Azerbaijão no Festival Eurovisão da Canção de 2023 após ter sido selecionada internamente pela İctimai Television. A música competiu na primeira semifinal, não conseguindo se classificar para a grande final, ficaram na 14.ª colocação, com 4 pontos.

## Contexto e composição
Segundo ambos os integrantes da dupla, a inspiração da música aconteceu em 2022. Enquanto estavam a fazer uma aula de música, Tural escreveu alguns acordes musicais como parte de uma tarefa. Ele deu os acordes para seu irmão, Turan, que havia terminado recentemente um relacionamento. Turan também afirmou que a música foi inspirada nos arredores de sua cidade natal, Zaqatala.
A música é descrita como «soft-rock vintage» pela jornalista do Wiwibloggs, Katie Wilson.